# Тернівський потік
Тернівський потік — потік в Україні у Самбірському районі Львівської області. Лівий доплив річки Дністра (басейн Дністра).

## Опис
Довжина потоку 4 км, найкоротша відстань між витоком і гирлом — 3,72 км, коефіцієнт звивистості річки —1,08. Формується багатьма безіменними струмками.

## Розташування
Бере початок на північних схилах гори Висока (737 м). Тече переважно на північний схід через ліс Карий і у селі Вовче впадає у річку Дністер.

## Цікаві факти
- Витік потоку бере початок біля Регіонального ландшафтного парку «Надсянський»[5].